# TrueBlue
TrueBlue是捷蓝航空的飞行常旅客计划，为消费高的乘客以及使用捷蓝航空联名信用卡的消费者提供积分。

## 历史
2008年，捷蓝航空推出TrueBlue为自己的飞行常客奖励计划。在TrueBlue的初始计划中，根据航班的距离，航班价值分为2、4或6分，在线预订航班可获得双倍积分。
2009年9月，捷蓝航空对其计划进行了修改。在新的计划中，会员每花一美元购买一次航班（不包括税费）就可获得三个积分，如果直接在JetBlue.com网站上在线预订航班，每花一美元就可获得额外的三个积分。如果会员使用巴克莱发行的捷蓝万事达信用卡购买航班，则可获得额外的积分。以积分计算的航班价格取决于以美元计算的航班票价。
新计划于2009年11月9日启动。
2013年6月，捷蓝航空宣布TrueBlue积分将永远不会因任何原因过期。

## 合作
捷蓝航空的奖励计划提供与以下公司的合作关系，通过合作关系积累积分。
- 亞馬遜公司
- 阿维斯预算集团
- 洲际酒店集团
- Jet Opinions
- 萬豪國際

### 航空公司
以下航空公司与TrueBlue合作，允许他们的客户从其航空公司积累积分。
- 夏威夷航空[8]
- 冰岛航空
- JSX
- 银色航空
- 新加坡航空
- 南非航空
- 美國航空

## Mosaic
TrueBlue Mosaic是TrueBlue的顶级飞行常旅客计划。 取得Mosaic资格，客户需在一年里集满15000积分或在拥有12000积分的前提下飞行30航段。
Mosaic的特权包括优先登机，第一和第二件托运行李免费，以及专门的客户服务热线。同时所有航班在起飞前24小时起可当日改签，无需支付票价差额或适用费用。使用TrueBlue积分兑换前排Mint Studio（捷蓝商务舱产品）目前仅适用于欧洲航线，跨大陆航线以及季节性航线航班。